# Joachim Rego
Joachim Xavier Rego CP (* 16. August 1954 in Rangun, Myanmar) ist ein australischer römisch-katholischer Ordensgeistlicher und Generalsuperior der Passionisten.

## Leben
Joachim Rego wurde in Rangun, Myanmar, geboren und wanderte als Jugendlicher mit seiner Familie nach Marrickville, im australischen New South Wales, aus. Nach seinem Abschluss an der High School am De La Salle College in Marrickville, dem heutigen Casimir Catholic College, trat er 1975 der Ordensgemeinschaft der Passionisten bei. Er legte am 17. Januar 1976 die Profess ab und empfing nach seiner theologischen Ausbildung am 28. November 1981 die Priesterweihe. Er war 18 Jahre lang in Papua-Neuguinea als Regionalvikar, Novizenmeister und Ausbilder und war Präsident der Konferenz der höheren Oberen von Papua-Neuguinea und den Salomonen tätig. Vor seiner Wahl zum Provinzoberen im Jahr 2007 arbeitete er als Novizenmeister im indischen Vikariat der Passionistenkongregation und in seiner Heimatpfarrei St. Brigid's in Marrickville.
2012 wurde er vom Generalkapitel der Passionisten zum Generalsuperior mit Sitz in Rom gewählt. 2018 erfolgte im 47. Generalkapitel seine Wiederwahl.
Joachim Rego ist das älteste von vier Kindern von George und Celina Rego aus Marrickville. Sein Bruder, Pater Aloysius Rego, ist Regionalvikar der Karmeliten der Unbeschuhten Brüder in Australien-Ozeanien.